# Yaiza Guimaré
Yaiza Guimaré (Las Palmas de Gran Canària, 1976) és una actriu espanyola.
Des dels 3 anys ha estudiat ballet i està llicenciada en Traducció i Interpretació d'alemany i anglès. També és coach corporal, i parla cinc idiomes (anglès, francès, alemany i castellà, entén una mica d'italià i hebreu). Fins 2000 va treballar com a presentadora a Televisión Canaria i va establir-se a Madrid per treballar com a actriu. Va debutar en cinema el 1996 amb Como un relámpago de Miguel Hermoso, però no va tenir cap paper destacat fins al 2006 amb Cándida de Guillermo Fesser i el 2008 amb Que parezca un accidente de Gerardo Herrero. Des de 2012, però, ha treballat a televisió, on s'ha fet coneguda pels seus papers secundari com Begoña a la sèrie de Netflix Élite i Elvira a la sèrie Hierro.

## Filmografia

### Televisión
| Any  | Títol                      | Paper              | Notes                                                                          |
| ---- | -------------------------- | ------------------ | ------------------------------------------------------------------------------ |
| 2012 | Hospital central           | Adela              | 1 episodi ("Mujeres de fuego")                                                 |
| 2013 | Cuéntame un cuento         | Silvia             | 1 episodi ("Los 3 créditos")                                                   |
| 2014 | La que se avecina          | Matilde            | 1 episodi ("Una sentencia, un atentado a Shakespeare y una tigresa encerrada") |
| 2013 | Cuéntame un cuento         | Silvia             | 1 episodi ("Los 3 créditos")                                                   |
| 2015 | Anima                      | Lucía              | 1 episodi ("Pilot")                                                            |
| 2017 | Reinas                     | Maria d'Àustria    | 2 episodis ("La abdicación" i "Venganza. El informe Rosso")                    |
| 2017 | Centro médico              | Rebeca Cano        | 2 episodis                                                                     |
| 2018 | El mejor verano de mi vida | Ama del restaurant |                                                                                |
| 2017 | Til vi falder              | Agent immobiliària |                                                                                |
| 2018 | + de 100 mentiras          | Consuelo           | 6 episodis                                                                     |
| 2019 | Hierro                     | Elvira             | 8 episodis                                                                     |
| 2019 | Élite                      | Begoña             | 9 episodis                                                                     |